# Bardenberger Wasserturm

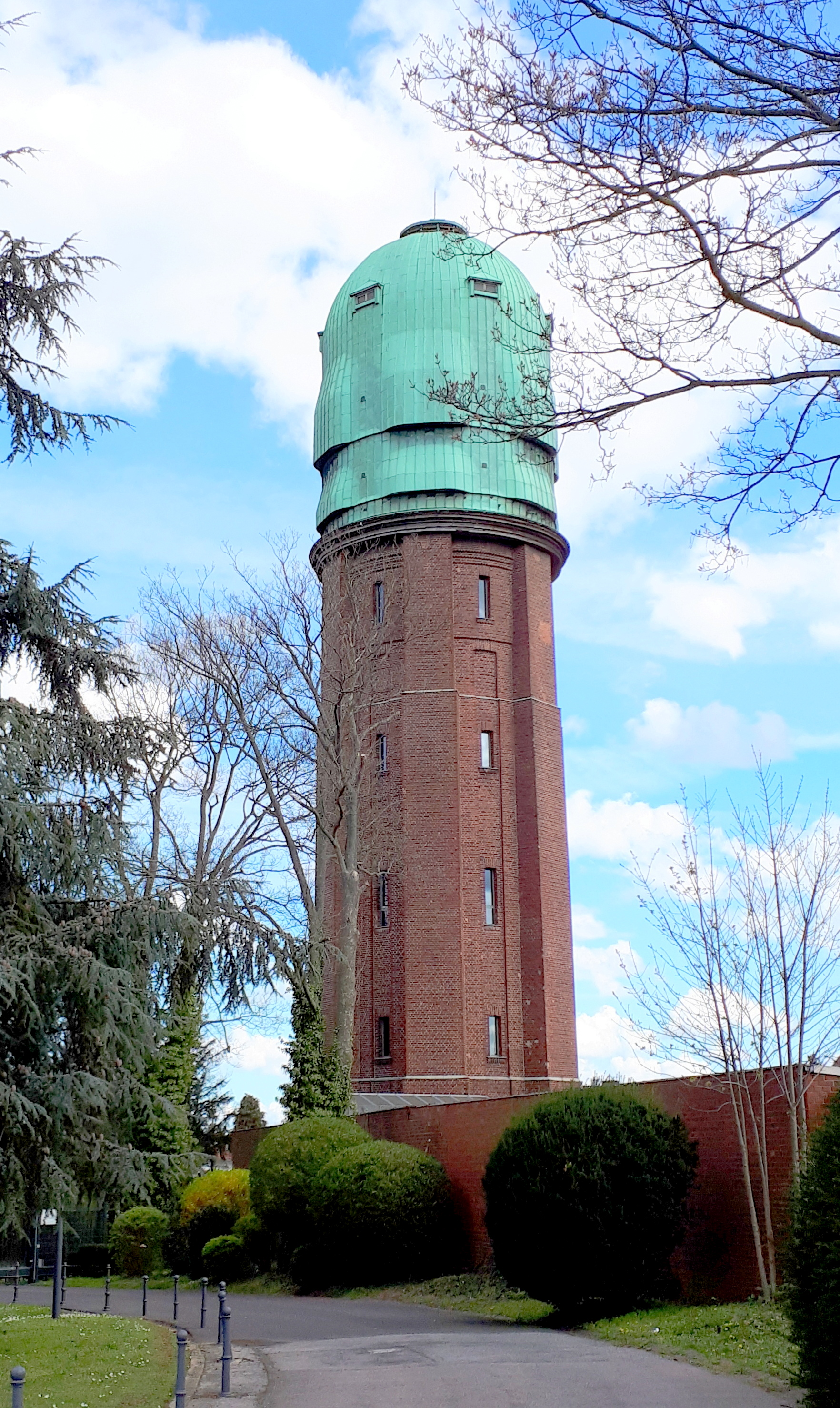
Bardenberger Wasserturm
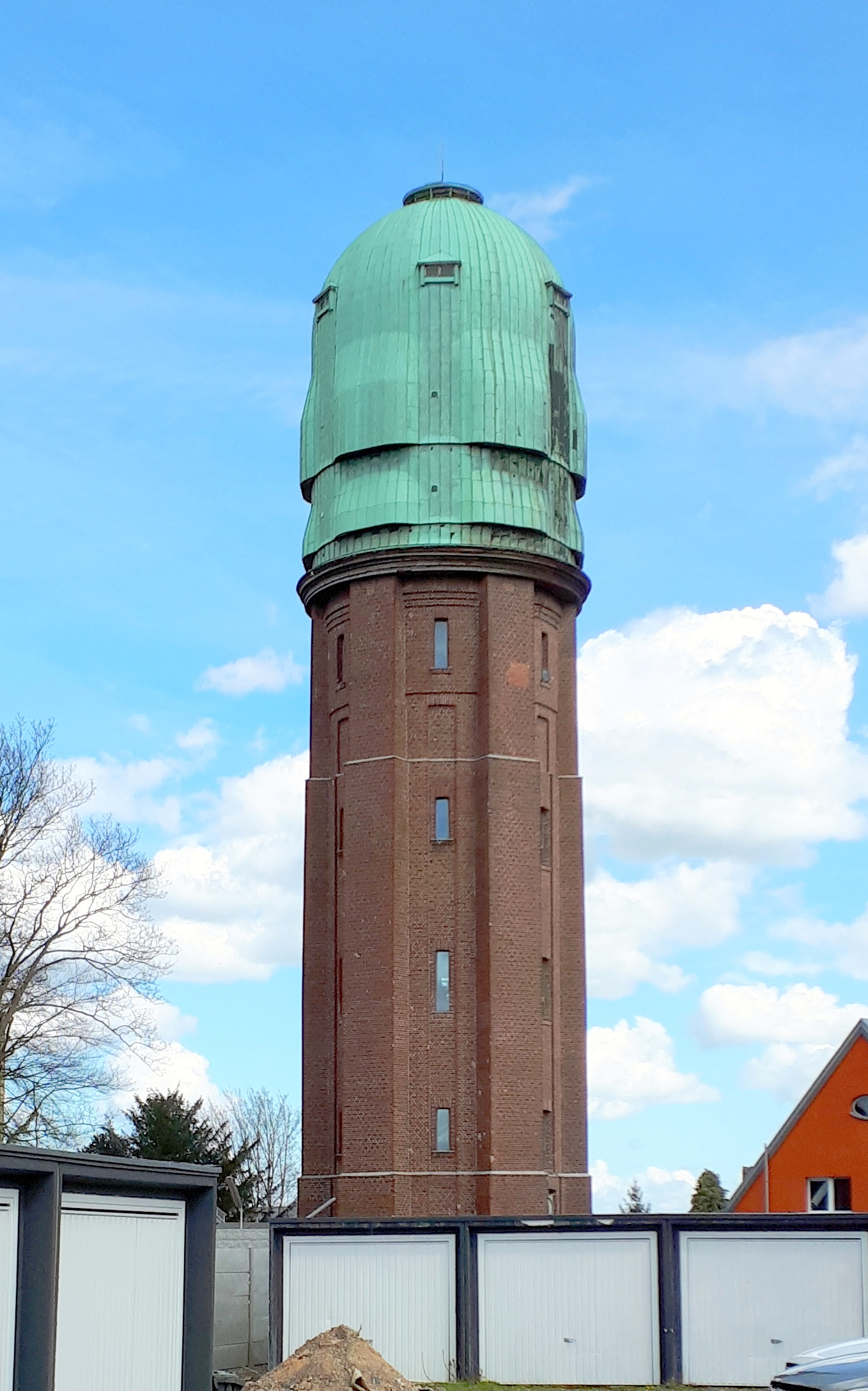
Wasserturm W-Bardenberg 2023

Der Bardenberger Wasserturm ist mit seiner „grünen Kappe“ ein markantes Wahrzeichen von Bardenberg. Gemeinsam mit dem Turm von St. Peter und Paul ist er von weither sichtbar.
Der Wasserturm wurde in der Zeit von 1909 bis 1911 vom Wasserwerk des Landkreises Aachen zur Minderung des Wasserdrucks aus der hochgelegenen Eifel gebaut. Er sicherte die Trinkwasserversorgung mit weichem Talsperrenwasser.
Der Backsteinbau, dessen sechs abgestufte Strebepfeiler den sternförmigen Grundriss bestimmen, trägt einen im Jugendstil geformten Turmhelm. Dieser war zunächst mit Schiefer eingedeckt und wurde nach dem Zweiten Weltkrieg mit Kupferblech verkleidet, welches ihm sein heutiges Aussehen verleiht.

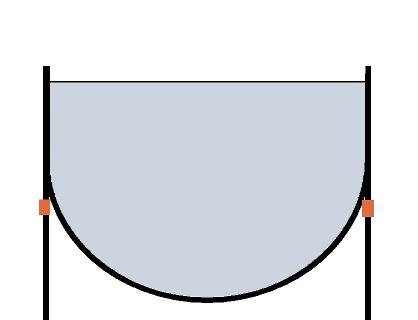
Barkhausenbehälter

Der Turm hat eine Höhe von 47 m. Der Wasserspeicher im oberen Drittel des Turmes ist als Barkhausen-Behälter ausgelegt und hatte ein Fassungsvermögen von etwa 500 m³.
Seit dem 19. November 1982 steht der Turm unter Denkmalschutz. Im Jahre 1985 ging die Zeit seiner bestimmungsgemäßen Nutzung zu Ende, ein elektronisch gesteuertes Ringkolbenventil übernahm seine ursprüngliche Aufgabe. Seit 1992 ist der Bardenberger Wasserturm in privater Hand.